# Ungasan
Ungasan ist indonesisches Desa („Dorf“) im Distrikt Kuta Selatan im Regierungsbezirk Badung. Es ist ein Touristen- und Wohngebiet an der Südküste der Bukit-Halbinsel der indonesischen Insel Bali. Ende 2021 lebten hier reichlich 15.000 Menschen.
Ungasan ist die Heimat des Garuda-Wisnu-Kencana-Kulturparks, in dem die 121 m hohe Garuda-Wisna-Kencana-Statue thront. Im Süden von Ungasan befindet sich der bei Touristen und Einheimischen beliebte Melasti-Strand.
| Desa       | Fläche 2021 | Volkszählung | Volkszählung | Fortschreibung Ende 2021 | Fortschreibung Ende 2021 | Fortschreibung Ende 2021 |
| Desa       | Fläche 2021 | 2010         | 2020         | 2021                     | Dichte                   | Sex Ratio                |
| ---------- | ----------- | ------------ | ------------ | ------------------------ | ------------------------ | ------------------------ |
| Ungasan000 | 16,01       | 14.221       | 16.716       | 15.327                   | 957,34                   | 98,42                    |